# ファーディナンド・ペック

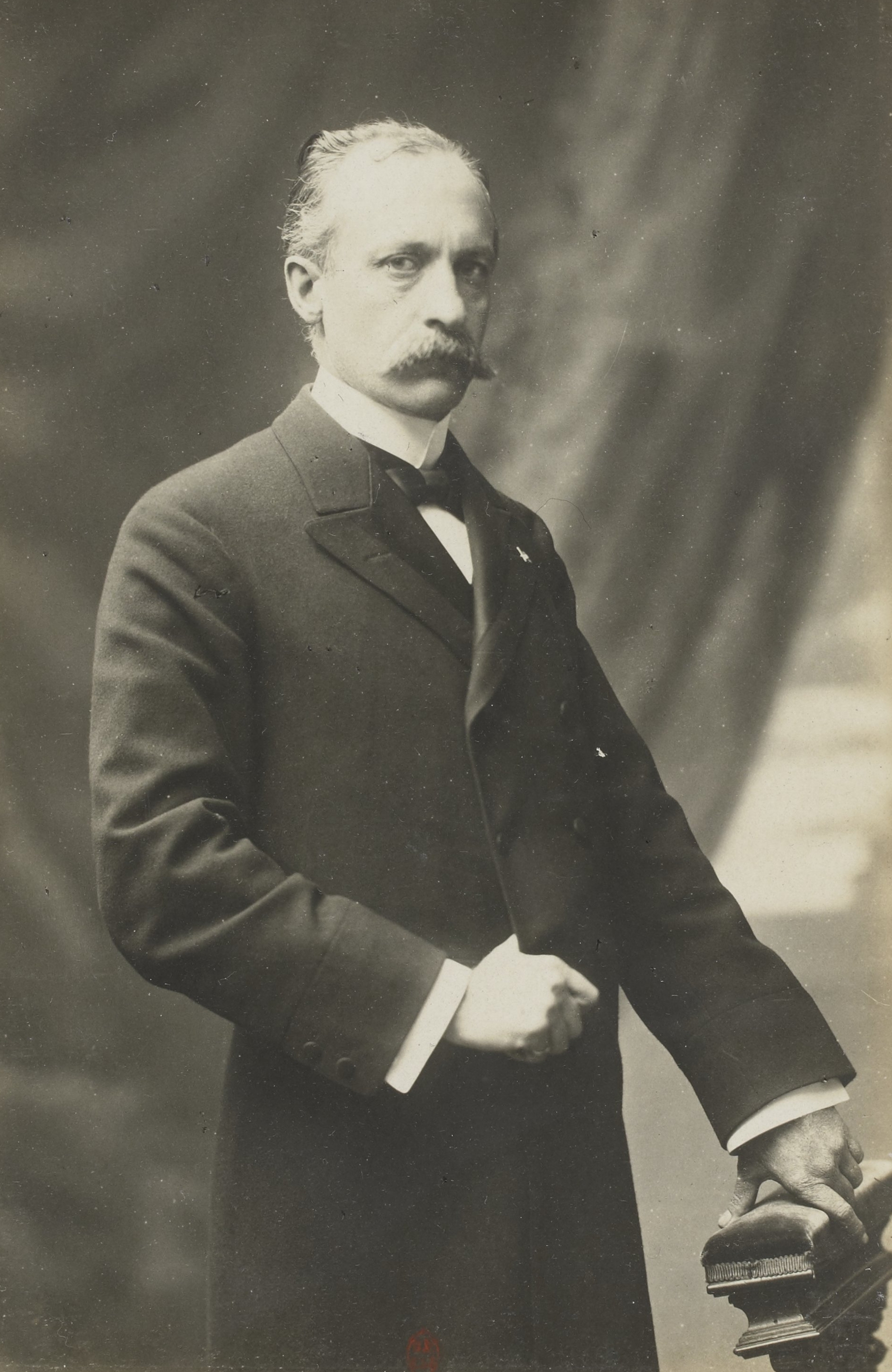
ファーディナンド・ワイズ・ペック、1900

ファーディナンド・ワイズ・ペック(Ferdinand Wythe Peck, 1848年-1924年)は、米国イリノイ州シカゴの富裕な実業家、慈善家でシカゴのオーディトリアム・ビルの財務を担ったことで最もよく知られている。1830年にロードアイランドからシカゴに移住し不動産で財をなしたメアリー・ケント・ペックとフィリップ・F.W.ペックのあいだに、末子として生れた。父の死後に兄弟とともにその財産を相続し、シカゴでも富裕な一族となった。
ファーディナンドは公徳心の持主でシカゴの多くのプロジェクトにかかわった。またイリノイ人道者協会の設立者であり、教育委員会の一人としても市政に関わっている。さらには芸術のパトロンでもあり、とりわけ労働者階級がハイアートに接することができないかに関心があり、そのために彼は1885年にシカゴ・グランド・オペラ・フェスティヴァルを組織したのである。
このフェスティヴァルからさらに自らの理想を最も永続的に表現的できないかを模索し始め、ヘイマーケット事件直後、ジ・オーディトリアム・ビルとなるものについて本格的な計画を練り始める。この理想を実現するためにダンクマール・アドラーとルイス・サリヴァンに仕事を依頼したが、もともとこの二人にはグランド・オペラ・フェスティヴァルの空間を任せた間柄であった。この建物の嚆矢となりかつ中心となるヴィジョンをペックは提供し、最終的にこの建物は彼と建築家たちの理想を反映するものとなる。
シカゴ南西部には今も彼の名を冠した小学校が存続する。